# City of Oxford
City of Oxford  är ett distrikt (motsvarande kommun) i grevskapet Oxfordshire i England, Storbritannien. Distriktet har 163 257 invånare (2022). Det omfattar staden Oxford.
Större delen av distriktet är inte indelat i civil parishes, men det finns fyra civil parishes inom distriktet: Blackbird Leys, Littlemore, Old Marston och Risinghurst and Sandhills.